# Bundesstraße 176
De Bundesstraße 176 (ook wel B176) is een bundesstraße in de Duitse deelstaten Saksen, Saksen-Anhalt en Thüringen.
De B176 begint bij Bad Langensalza en loopt verder langs de steden Sömmerda, Weißenfels, Borna en verder naar Hartha. De B176 is ongeveer 181 kilometer lang.

## Routebeschrijving
Thüringen
De B176 begint bij Bad Langensalza  op een afrit van de B84. De weg loopt door het Thüringer Becken. en sluit in de afrit Andisleben aan op de  B4 samen lopen ze naar Straußfurt waar de B176 weer  afbuigt en langs Sömmerda loopt. De B176 bij kruist afrit Sömmerda-Ost de A71 en loopt door Kölleda waar de B85 kruist. De B176 loopt door de Kyffhäuser waar ze de deelstaatgrens met Saksen-Anhalt kruist.
Saksen-Anhalt
De B176 loopt door Bad Bibra waar men de B250 kruist naar Weißenfels waar het westelijke deel van de B176 bij afrit Weißenfels-Nord op de B91 eindigt.
Onderbreking
Tussen Weißenfels en Groitzsch is de B176 door bruinkoolwinning onderbroken.
Saksen
Het tweede deel begint net in Saksen op een kruising met de B2 en loopt langs Groitzsch en loopt langs  Neukieritzsch en Lobstädt naar Borna bereikt waar ze tot afrit Borna-Nord.samenloopt met de B93,   Hier eindigt de B93 terwijl de B176 de A72 kruist en nog doorBad Lausick, Colditz waar ze  samenloopt met de B107. Daarna  eindigt de B176 bij Hartha op een rotonde met de B175
B1 · B2 · B4 · B6 · B6n · B7 · B19 · B27 · B62 · B71 · B71n · B79 · B80 · B81 · B84 · B85 · B86 · B87 · B88 · B89 · B90 · B91 · B92 · B93 · B94 · B95 · B96 · B97 · B98 · B99 · B100 · B101 · B107 · B115 · B156 · B169 · B170 · B171 · B172 · B172a · B172b · B173 · B174 · B175 · B176 · B178 · B180 · B181 · B182 · B183 · B183a · B184 · B185 · B186 · B187 · B187a · B188 · B189 · B190 · B190n · B242 · B243 · B244 · B245 · B245a · B246 · B246a · B247 · B248 · B248a · B249 · B250 · B278 · B280 · B281 · B282 · B283 · B285